# Anacornia proceps
Anacornia proceps là một loài nhện trong họ Linyphiidae.
Loài này thuộc chi Anacornia. Anacornia proceps được Ralph Vary Chamberlin miêu tả năm 1949.